# Liste der Biografien/Suo
Liste der Biografien |
Portal Biografien |
Personensuche
# |
A |
B |
C |
D |
E |
F |
G |
H |
I |
J |
K |
L |
M |
N |
O |
P |
Q |
R |
S |
T |
U |
V |
W |
X |
Y |
Z |
?
 
Sa |
Sb |
Sc |
Sd |
Se |
Sf |
Sg |
Sh |
Si |
Sj |
Sk |
Sl |
Sm |
Sn |
So |
Sp |
Sq |
Sr |
Ss |
St |
Su |
Sv |
Sw |
Sy |
Sz
 
Sua |
Sub |
Suc |
Sud |
Sue |
Suf |
Sug |
Suh |
Sui |
Suj |
Suk |
Sul |
Sum |
Sun |
Suo |
Sup |
Suq |
Sur |
Sus |
Sut |
Suu |
Suv |
Suw |
Sux |
Suy |
Suz
Die Liste der Biografien führt alle Personen auf, die in der deutschsprachigen Wikipedia einen Artikel haben. Dieses ist eine Teilliste mit 24 Einträgen von Personen, deren Namen mit den Buchstaben „Suo“ beginnt.

## Suo
- Suō no Naishi, japanische Dichterin der späten Heian-Zeit
- Suo, Di (* 1993), chinesische Badmintonspielerin
- Suo, Masayuki (* 1956), japanischer Filmregisseur und Drehbuchautor

### Suoj
- Suojärvi, Tauno (1928–2013), finnischer Jazzmusiker

### Suol
- Suolahti, Heikki (1920–1936), finnischer Komponist
- Suolahti, Jaakko (1918–1987), finnischer Historiker

### Suom
- Suomalainen, Jaakko (* 1978), finnischer Eishockeyspieler
- Suomalainen, Piia (* 1984), finnische Tennisspielerin
- Suomar, alamannischer Gaukönig
- Suomela, Antti (* 1994), finnischer Eishockeyspieler
- Suomela, Klaus (1888–1962), finnischer Turner
- Suomi, Verner E. (1915–1995), US-amerikanischer Meteorologe und Geophysiker
- Suominen, Ilkka (1939–2022), finnischer Politiker, Mitglied des Reichstags, Minister und MdEP

### Suon
- Suon Hangly, Pierre (* 1972), kambodschanischer römisch-katholischer Geistlicher, Apostolischer Koadjutorvikar von Phnom Penh
- Suonegge, Der von, steirischer Minnesänger
- Suong Sikoeun (* 1937), kambodschanischer Revolutionär, Diplomat und Mitglied der Roten Khmer
- Suoniemi, Minna (* 1972), finnische Videokünstlerin
- Suoniemi, Tauno (1927–1985), finnischer Gewichtheber
- Suonsaari, Klaus (* 1959), finnischer Jazzschlagzeuger

### Suor
- Suoraniemi, Tommy (* 1969), schwedischer Handballspieler und -trainer
- Suorsa, Pekka (* 1967), finnischer Skispringer

### Suos
- Suosalo, Martti (* 1962), finnischer Schauspieler

### Suot
- Suotamo, Joonas (* 1986), finnischer Schauspieler und ehemaliger BasketballspielerJoonas Suotamo (* 1986)

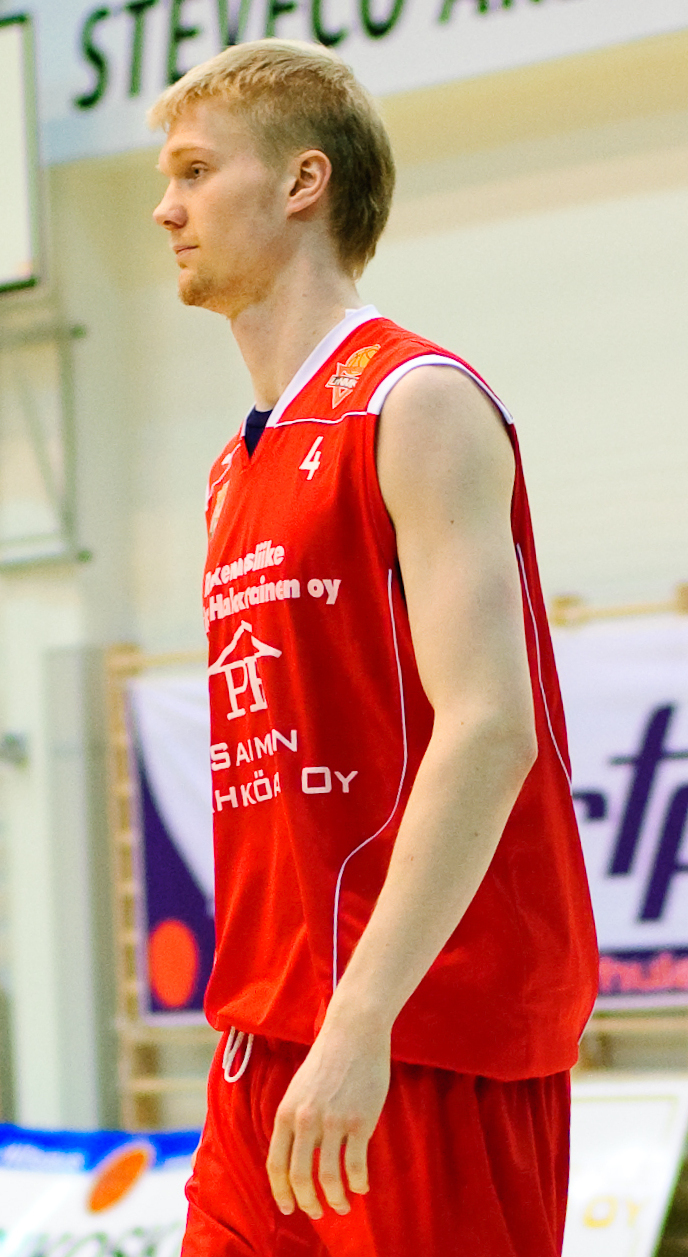
Joonas Suotamo (* 1986)

### Suoz
- Suozzi, Thomas (* 1962), US-amerikanischer Politiker